# Triforio

Esquema de iglesia gótica.

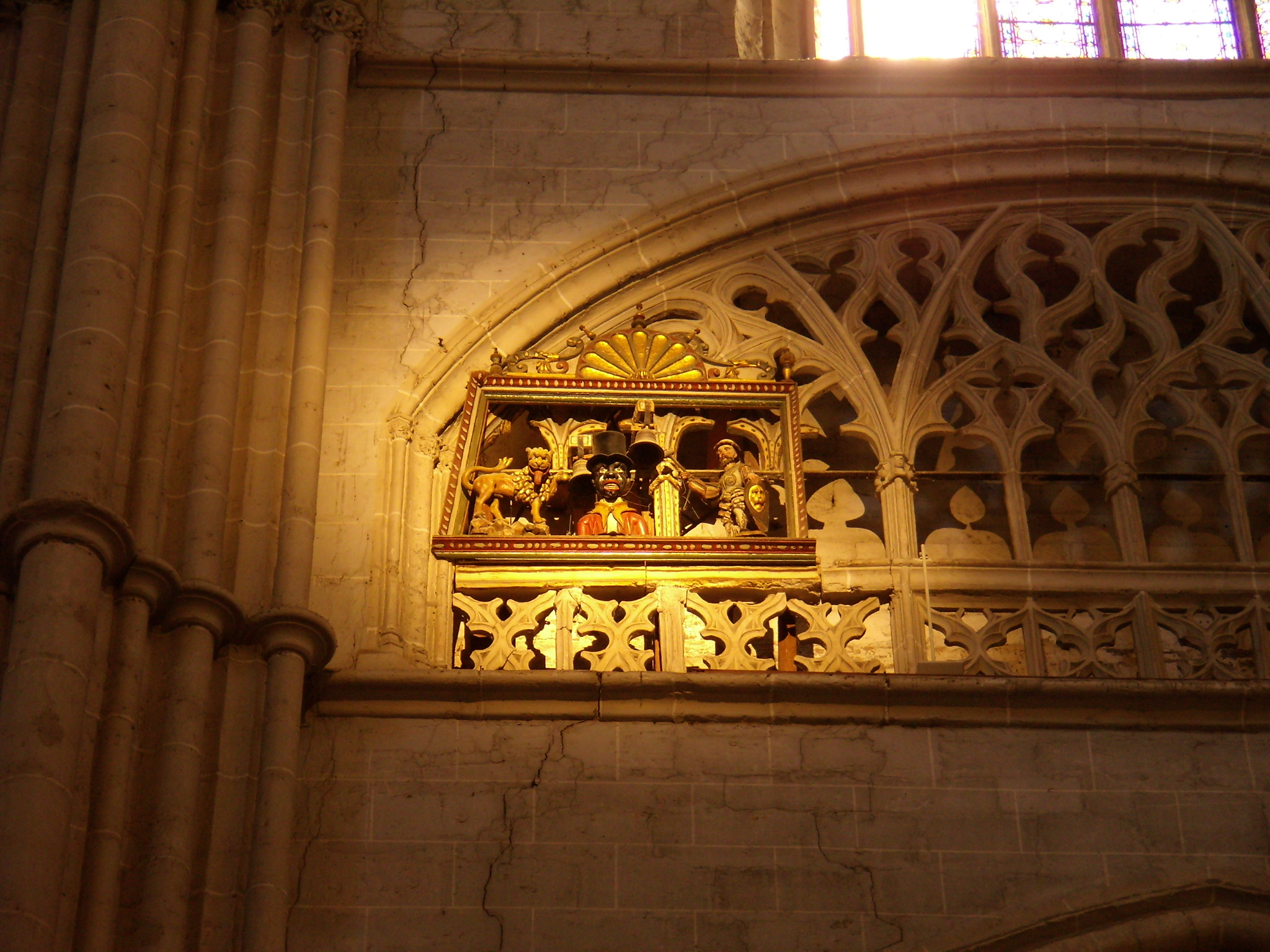
Triforio en la catedral de Palencia.

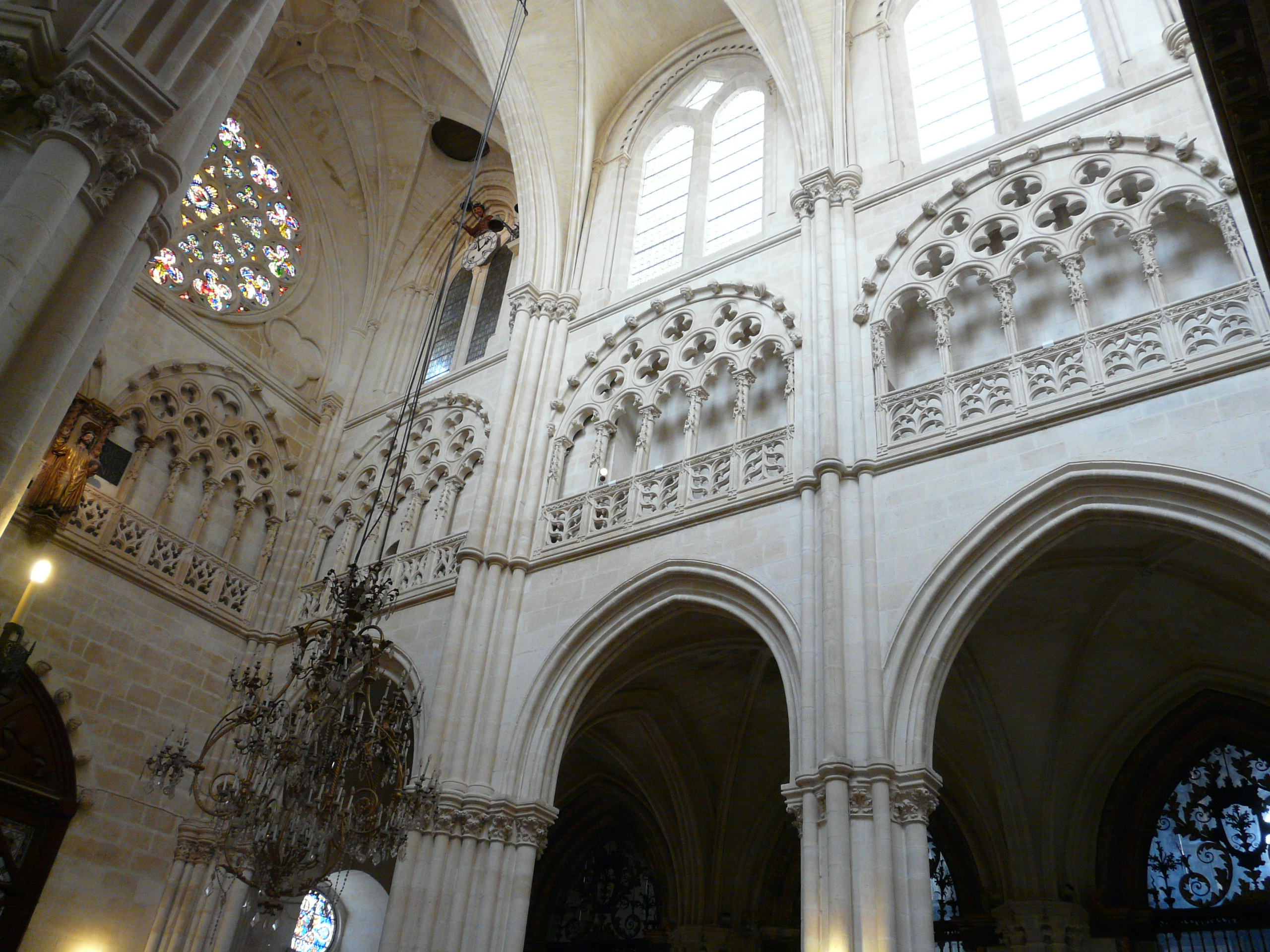
Triforio decorado con cabezas en la catedral de Burgos.

El triforio, palabra proveniente del latín medieval triforium, proveniente a su vez del latín transforatum (‘perforado’), es un elemento arquitectónico situado en ambos muros de la nave central, justo encima de las arcadas que dan a las naves laterales. Consiste en una línea de vanos, normalmente geminados, abiertos en el grueso de los muros.
No debe confundirse con la tribuna, que es un pasillo cuya anchura coincide con la de la nave lateral sobre la que está construida. Cuando coinciden tribuna y triforio, aquella constituye el segundo piso, siendo el triforio el tercero.
En las catedrales situadas en rutas de peregrinaje como el Camino de Santiago, las tribunas solían tener la función de albergar a los peregrinos, además de proporcionar espacio para un mayor número de asistentes a las celebraciones religiosas.